# Lispe pygmaea
Lispe pygmaea este o specie de muște din genul Lispe, familia Muscidae. A fost descrisă pentru prima dată de Fallen în anul 1825. Conform Catalogue of Life specia Lispe pygmaea nu are subspecii cunoscute.